# Francesco Luigi Ferrari
Francesco Luigi Ferrari (Modena, 31 ottobre 1889 – Parigi, 2 marzo 1933) è stato un giornalista, politico e antifascista italiano.

## Biografia
Figlio di Domenico Ferrari, giornalista e consigliere comunale a Modena, studia dapprima presso i Fratelli delle Scuole cristiane di Piacenza, poi al ginnasio Gioberti di Torino, infine al collegio San Carlo di Modena. Iscrittosi all'Università di Modena nel 1907, in un primo momento a Ingegneria e poi, dal 1909, a Giurisprudenza, inizia a frequentare le associazioni giovanili cattoliche della città.
Segretario generale della FUCI dal 1909 al 1910, poi capo dell'organizzazione dal 1910 al 1912, collabora con L'Avvenire d'Italia e la Gazzetta di Modena. Nel 1913 si laurea e intraprende la professione di avvocato; nel 1914 è eletto consigliere comunale a Modena, ma l'anno successivo deve partire per la Grande Guerra.
Aderisce al Partito Popolare Italiano di don Sturzo nel 1919, divenendo consigliere provinciale di Modena nel 1920.
Nel 1922 fonda «Il Domani d'Italia», rivista di ispirazione cattolico-democratica e antifascista, e al congresso del PPI che si tiene a Torino nel 1923 sostiene la necessità che il partito ritiri il sostegno al governo Mussolini. Aggredito una prima volta nell'aprile 1923, è poi vittima di episodi di saccheggio e devastazione ad opera di bande fasciste; nel novembre 1926 parte per la Francia. Trasferitosi dunque in Belgio, nel 1928 consegue il dottorato in Scienze sociali presso l'Università Cattolica di Lovanio e fonda a Bruxelles il Comité Italien de Bruxelles, un centro di studi politici, insieme ad Armando Zanetti e Arturo Labriola.

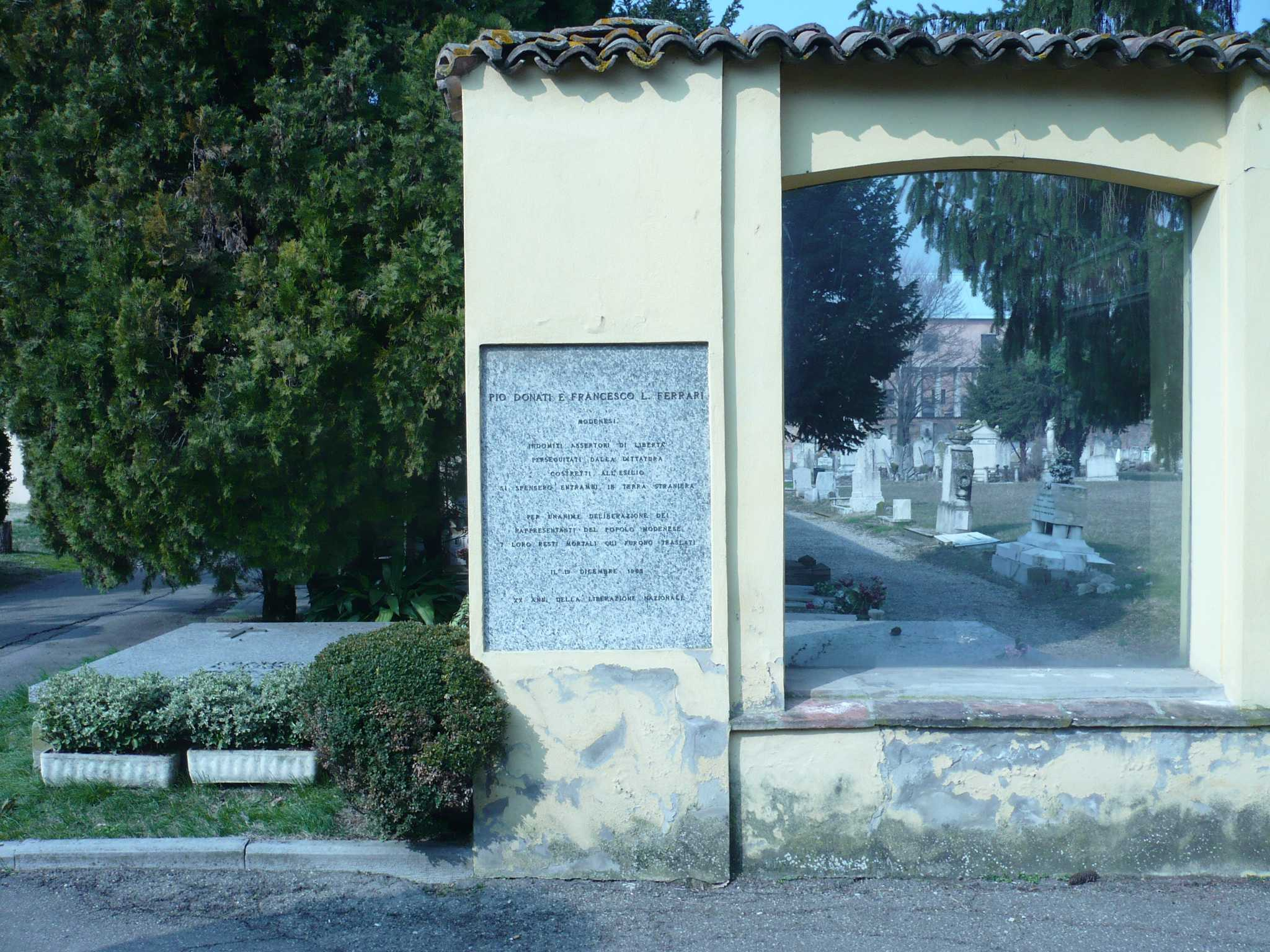
Tombe di Francesco Luigi Ferrari a sinistra e Pio Donati a destra, a Modena

Davanti alla firma, nel 1929, dei Patti Lateranensi manifesta la sua opposizione perché considera questi una clericalizzazione delle istituzioni pubbliche e private. Nel 1930 si trasferisce a Parigi, dove fonda la rivista politico-culturale «Res Publica»; morirà nella capitale transalpina tre anni dopo, colpito da due gravi influenze che gli riaprirono un vecchio trauma polmonare.
Il 19 dicembre 1963 nel ventesimo anniversario della liberazione, il Comune di Modena decide di traslare le sue spoglie da Parigi nel Cimitero di San Cataldo a Modena insieme a quelle di Pio Donati, deputato socialista e antifascista morto a Bruxelles nel 1927, seppellendoli uno accanto all'altro nel settore cattolico ed ebraico e separandoli con un vetro simbolico; il Presidente della Repubblica Giorgio Napolitano visita le due tombe in forma ufficiale il 19 marzo 2009.

## Opere
- F. L. Ferrari, Le Régime Fasciste Italien, Paris, Editions Spes, 1928 (trad. it. Il regime fascista italiano, Roma, Edizioni di storia e letteratura, 1983)
- F. L. Ferrari, L'Azione cattolica e il Regime, Firenze, Parenti, 1957
- F. L. Ferrari, «Il domani d'Italia», con una prefazione di L. Sturzo, Roma, Edizioni di storia e letteratura, 1958